# Konwergencja kulturowa
Konwergencja kulturowa (łac. convergere - zbiegać się) – teoria sformułowana przez niemieckiego etnologa Adolfa Bastiana, prezentująca możliwość powstawania podobnych wytworów kultury materialnej (np. łuki, łodzie) i cech kulturowych w różnych regionach świata. Powodem jest podobieństwo natury ludzkiej, która nawet na odizolowanych od siebie terenach, bez wzajemnego kontaktu, akulturacji lub wspólnoty historycznej, potrafi wytworzyć obiekty i postawy o zbliżonych cechach. Podstawą jest nie teoria zapożyczeń, ale przekonanie o samodzielnym rozwoju jednostki i obserwacja niezależnie powstających wynalazków.